# مرشد مداحی
سید محمد مداحی (زاده ۱۳۲۱، ساوه، درگذشته ۱۴۰۳٫۱۰٫۱)یا میرافضل علی‌شاه قلندر ساوجی ملقب به مرشد مداحی از شاهنامه‌خوان‌ها و نقالان سرشناس ایرانی می‌باشد.
وی که در خانواده‌ای مذهبی متولد شده بود، به همراه خانواده خود، در ۵ سالگی به تهران مهاجرت نمودند و در تهران و در نزد پدر خویش، سید عبدالله مداحی، ملقب به میر فتاح، پرده‌خوانی، نقالی و مداحی را فرا گرفت و تا امروز نیز به همین پیشه پرداخته است. وی بالغ بر ۴۰ سال به پیشه مرشدی زورخانه در زورخانه‌های تهران مشغول بود و خود نیز در جوانی از باستانی‌کاران ایران بوده‌است. وی سرسلسله خاکسار معصوم علیشاهی در ایران است.
از شاگردان و مشایخ او میتوان به استاد نقی صباغ ناطق علیشاه همدانی سید حمید حوائجی میرنجیب علیشاه اشاره کرد در حال حاضر ساکن تهران بوده 

## تالیفات
- علی، شکوه آفرینش
- فتوت‌نامه خاکساران
- دیوان عشق
- آئین پهلوانان